# 老君山杜鹃
老君山杜鹃（学名：Rhododendron laojunshanense），为杜鹃花科杜鹃花属下的一个植物种。